# Толуд
Толуд — река в России, протекает по территории Мильковского района Камчатского края. Длина реки — 33 км.
Начинается на южном склоне вулкана Толбачик, течёт в юго-восточном направлении в верховьях по открытой местности, в нижнем течении — через берёзово-лиственничный лес. Впадает в реку Правый Толбачик справа на расстоянии 99 километров от его устья.
Основные притоки — ручьи Сухая Речка, Сухая Промоина, Перевальный, Соболиный Верхний, Соболиный Нижний.
По данным государственного водного реестра России относится к Анадыро-Колымскому бассейновому округу. Код водного объекта — 19070000112120000014588.